# 眠るジプシー女
『眠るジプシー女』（ねむるジプシーおんな、仏: La Bohemienne endormie）は、アンリ・ルソーの絵画作品。サイモン・グッゲンハイム夫人寄贈によりニューヨーク近代美術館所蔵。
不毛の砂漠にライオンという特徴的な構図はアカデミック美術の画家ジャン＝レオン・ジェロームの作品から影響を受けたものである。ジプシーはルソー自身の投影であり、ライオンは獣たちを庇護する王と解釈されている。
ルソーが故郷の町ラバルに作品を寄贈しようとしたとき彼はこれが風俗画であるとしながら次のように解説した。「マンドリンを弾きながら放浪する黒人女が傍らに壷を置き、疲れ果てて深い眠りについている。1匹のライオンがさまよって来て彼女を見つけるが、食い付かない。月明かりの効果でとても詩的な雰囲気になっている。そしてこの情景はまったく不毛な砂漠で起きているのだ。ジプシーは中近東風の衣装を身に着けている。」しかし、寄贈は失敗してしまう。町の幹部は当時の一般的な感覚で彼の作品を見ていたためである。当時、ルソーの作品を評価していたのは少数の批評家や画家のみであった。

## 来歴
この作品は1897年の第13回アンデパンダン展に出展されたが、購入しようとする者はいなかった。ルソーは故郷のラバルの市長に安い値段を提示して、購入を依頼する手紙を書いたが、実現しなかった。その後この絵はパリの石炭商人が購入した。ルソーの没後、評価が高まった後の1924年に、美術評論家のルイ・ボークセルによって発見され、有名な画商ダニエル＝ヘンリー・カーンワイラーが購入した。その後、所有者が変わった後、1939年に、ニューヨーク近代美術館の所蔵となった。